# Integromics
Integromics es una empresa global de bioinformática con sede en Granada, España, con una segunda oficina en Madrid, filiales en Estados Unidos y Reino Unido, y distribuidores en 10 países.[cita requerida] Integromics proporciona software de bioinformática para la gestión y el análisis de datos en genómica y proteómica. La compañía ofrece una línea de productos que sirven a los mercados de expresión génica, secuenciación y proteómica . Los clientes incluyen centros de investigación genómica, compañías farmacéuticas, instituciones académicas, organizaciones de investigación clínica y empresas de biotecnología.[cita requerida]
Integromics fue adquirida por PerkinElmer en 2017.

## Socios
Integromics opera en el mercado global de las ciencias de la vida y tiene una red establecida de colaboraciones con proveedores de tecnología internacionales como Applied Biosystems, Ingenuity, Spotfire, compañías farmacéuticas e instituciones académicas.  Integromics colabora con instituciones y empresas de investigación científica.
- RESOLVER. Resuelva la inflamación crónica y logre un envejecimiento saludable mediante la comprensión de la reparación no regenerativa[10][11]
- RED LIPIDOMICA. Gotas de lípidos como orgánulos dinámicos de la deposición y liberación de grasa: investigación traslacional hacia la enfermedad humana. Se gestiona dentro del EU FP7, en estrecha colaboración con LIPID MAPS[12] y Lipid Bank.[13][14][15]
- PROACTIVO. Sistemas proteómicos de alto rendimiento para el perfilado acelerado de biomarcadores plasmáticos putativos.[16][17]
- ProteomaXchange. Acción de coordinación para establecer estándares de proteómica. Coordinado por el Instituto Europeo de Bioinformática[18][19]
- IRIS. Entorno computacional integrado para la detección de interferencias de ARN de alto rendimiento. Coordinado por Integromics.[20]

## Premios y Reconocimientos
- 2007 - Premio a la innovación de producto del año de Frost & Sullivan[21]
- 2007 - Premio Innovación Emprendedor XXI[22]
- 2010 - Accésit del Premio Sello Innovación[cita requerida]
- 2011 - Premio "Mejor Trayectoria de una Empresa Innovadora de Base Tecnológica (EIBT) 2011"[cita requerida]
- 2012 - Premio de Tech Media Europe 2012[23] & ICT Finance MarketPlace

## Historia
- 2002 Fundación de Integromics. Integromics se fundó como spin-off del Centro Nacional de Biotecnología (CNB/CSIC) de España y la Universidad de Málaga. El fundador principal, el Dr. José María Carazo, estuvo motivado por una clara necesidad del mercado de desarrollar nuevos métodos computacionales para analizar datos, y el primer producto de la compañía abordó las necesidades del mercado de análisis de datos de microarrays.
- 2007 Integromics se asocia con Applied Biosystems
- 2007 Integromics Inc. Establece una oficina en EE. UU. en el Centro de Ciencias de Filadelfia
- 2008 Integromics se asocia con TIBCO Spotfire para desarrollar Integromics Biomarker Discovery
- 2009 Integromics se asocia con Ingenuity para ofrecer integración para análisis completo de genómica
- 2009 Integromics forma parte del consorcio PROACTIVE para desarrollar una plataforma única de investigación de biomarcadores de plasma de alto rendimiento
- 2009 Integromics lanza su primer producto de proteómica
- 2009 Integromics recibió una inversión de riesgo de 1M€ de I+D Unifondo.
- 2010 Integromics y TATAA Biocenter colaboran para ofrecer un análisis completo de datos de qPCR
- 2010 Integromics lanza su primer producto de análisis de secuenciación de próxima generación
- La publicación de Integromics de 2010 en Nature describe una nueva clase de ARN humano asociado a terminales de genes que sugiere un nuevo mecanismo de copia de ARN, logrado mediante el software de secuenciación de próxima generación SeqSolve™ de Integromics[24][25][26]
- 2011 Integromics e Ingenuity amplían su cooperación con la integración de un cuarto producto de Integromics a la IPA de Ingenuity
- 2011 Integromics lanza OmicsHub Proteomics 2.0., una herramienta de gestión y análisis de datos para laboratorios de espectrometría de masas e instalaciones centrales
- La publicación de Integromics de 2011 en Mol Cell Proteomics describe ensayos de ligación de proximidad homogéneos multiplexados para la investigación de biomarcadores de proteínas de alto rendimiento en material serológico.[27]
- La publicación de Integromics de 2011 en Cell describe un nuevo perfil de poliadenilación en todo el genoma, logrado con el software Integromics SeqSolve™ Next Generation Sequencing[28]
- 2012 Integromics se asocia con FPGMX para desarrollar métodos de bajo costo para genómica clínica[29]
- 2012 Tibco Spotfire certifica a Integromics como su único socio en los campos de genómica, proteómica y bioinformática
- 2012 Integromics lanza la plataforma OmicsOffice, una solución total  que proporciona un entorno de análisis común y optimizado para analizar los resultados de diferentes tecnologías genómicas y las herramientas analíticas para comparar y lograr un mayor nivel de resultados utilizando estas combinaciones
- 2013 Integromics se asocia con PerkinElmer para la distribución mundial exclusiva del nuevo software de genómica OmicsOffice de Integromics
- 2013 Integromics se asocia con el Celgene Institute for Translational Research Europe (CITRE) y el Centro de Estudios e Investigaciones Técnicas (CEIT) para implementar el proyecto SANSCRIPT
- 2013 Integromics establece una colaboración clave con expertos europeos en HPC para desarrollar nuevas soluciones informáticas de big data  para Genómica

## Productos y servicios

### SeqSolve
SeqSolve es un software para el análisis terciario de datos de secuenciación de próxima generación (NGS).

### RealTime StatMiner
RealTime StatMiner es una guía paso a paso para el análisis de datos de RT-qPCR. RealTime StatMiner está disponible como aplicación independiente y compatible con TIBCO Spotfire. Codesarrollado con Applied Biosystems.

### Descubrimiento de biomarcadores de integrómica
Integromics Biomarker Discovery (IBD, por sus siglas en inglés) para el análisis de datos de expresión génica de micromatrices guía al usuario a lo largo de un flujo de trabajo paso a paso.

### OmicsHub Proteomics
OmicsHub® Proteomics es una plataforma para la gestión central y el análisis de datos en laboratorios de proteómica.